# Savtickfluga
Savtickfluga (Neoalticomerus formosus) är en tvåvingeart som beskrevs av Friedrich Hermann Loew 1844. Savtickfluga ingår i släktet Neoalticomerus och familjen tickflugor. Enligt den svenska rödlistan är arten sårbar i Sverige. Arten förekommer på Öland, Götaland och Svealand. Artens livsmiljö är skogslandskap, stadsmiljö. Inga underarter finns listade i Catalogue of Life.